# Motín en Sierra Chica
Motín en Sierra Chica es una película filmada en colores de Argentina dirigida por Jaime Lozano según su propio guion que se estrenó el 20 de marzo de 2014 y que tuvo como protagonistas a  Alberto Ajaka, Valeria Lorca, Luciano Cazaux y Jorge Sesán.

## Sinopsis
La película está basada en el hecho real del Motín de Sierra Chica ocurrido en la Semana Santa de 1996 cuando detenidos en esa cárcel ubicada de Olavarría, en el interior de la  Provincia de Buenos Aires, se apoderaron del penal, retuvieron rehenes y mataron a integrantes de bandas de delincuentes rivales.

## Reparto
Intervinieron en el filme los siguientes intérpretes:
- Alberto Ajaka ... Broca
- Valeria Lorca ... Jueza
- Luciano Cazaux ... Peralta
- Jorge Sesán ... Acevedo
- Daniel De Vita ... Gapo
- Darío Levy ... Sosa
- Rito Fernández ... Paraguayo
- José Glusman ... Comisario mediador
- Enrique Dumont ... Anaya
- Esteban Mihalik ... Oficial Martínez
- David Di Nápoli ... Panadero
- Juan Germán Fernández ... Pelado
- Santiago Lozano ... El Pibe
- Miguel Polizzi ... Horacio
- Alexis Acosta ... Yañes
- Sergio Lobo ... Cura
- Pascual Condito ... Tano
- Alberto Clementín ... Herrera
- Emiliano Mazzeo ... Pertia
- Nacho Sureda ... Enfermero
- Richard Forcada ... Amigo de Gapo
- Fernando Musante ... Pastor
- Matías Leiva ... Oliveras
- Germán Rodríguez ... Aveldaño
- Iván Espeche ... Director del Penal
- Pablo Cura ... Secretario
- Agustín García ... Ladrón del microbús
- Daniel Dibiase ... Médico
- Mariano Leira ... Periodista TV
- Juan Goñi Capurro ... Periodista
- Gladys García ... Madre de la jueza

## Comentarios
Gaspar Zimerman opinó en Clarín:

”Jaime Lozano hace una ficción que no pretende ser un retrato fidedigno de lo que ocurrió, sino una recreación. Pero todo lo que pasó fue tan escabroso, que se necesitaba mucha pericia para no caer en el grotesco. … Fallan muchas de las actuaciones -con algunas excepciones, como Alberto Ajaka, Luciano Cazaux o Daniel De Vita-, ciertos detalles de ambientación y, sobre todo, el enfoque, que termina reduciéndose al morbo. Sobre todo, alrededor de dos hechos puntuales: el tratamiento que recibió la jueza -con el desarrollo de un síndrome de Estocolmo más la siempre latente posibilidad de una violación- y el momento de las famosas empanadas. La película, sin embargo, es efectiva en la denuncia del comportamiento de las autoridades en todo el asunto: tanto la Justicia, como la Policía Bonaerense y el Servicio Penitenciario aparecen como corresponsables de esta situación puntual y del estado crítico de las cárceles en general, que parece no haberse modificado demasiado desde entonces.”

Por su parte la nota de La Nación dijo:

”… ficción con clima de telefilm que apuesta sin prejuicios a los golpes de efecto. La historia real en la que está basada tiene los condimentos para impactar, claro -mutilaciones, gente prendida fuego, un menú preparado con carne humana y la cabeza de un preso utilizada como pelota de fútbol son parte de la saga de atrocidades que, se dice, se desató durante el motín-, y la película los narra al detalle, con la convicción de que ese exhibicionismo es un buen motor para la narración. No hay sutilezas ni espacio para la reflexión en esta película, que incluye a uno de los integrantes de la popular banda de rock Las Pastillas del Abuelo en un elenco donde Alberto Ajaka se destaca claramente del resto, esforzándose por componer un personaje bien delineado en medio de una historia plagada de gritos desencajados, trazos gruesos y clara vocación de escandalizar.”